# Torki (Ukraina)
Torki (ukr. Торки) – wieś na Ukrainie, w rejonie radziechowskim obwodu lwowskiego. Wieś liczy około 380 mieszkańców.
W II Rzeczypospolitej do 1934 samodzielna gmina jednostkowa. Następnie wieś należała do zbiorowej wiejskiej gminy Korczyn w powiecie sokalskim w woj. lwowskim. Po wojnie wieś weszła w struktury administracyjne Związku Radzieckiego.